# Edin Mujčin
Edin Mujčin (nacido el 14 de enero de 1970) es un exfutbolista bosnio que se desempeñaba como centrocampista.
Edin Mujčin jugó 24 veces para la selección de fútbol de Bosnia y Herzegovina entre 1997 y 2003.

## Trayectoria

### Clubes
| Club                       | País       | Año         |
| -------------------------- | ---------- | ----------- |
| FK Polet Bosanski Brod     | Yugoslavia | 1986 - 1991 |
| NK Marsonia Slavonski Brod | Croacia    | 1991 - 1995 |
| Dinamo Zagreb              | Croacia    | 1995 - 2001 |
| JEF United Ichihara        | Japón      | 2001 - 2002 |
| Dinamo Zagreb              | Croacia    | 2002 - 2005 |
| NK Kamen Ingrad Velika     | Croacia    | 2005 - 2007 |
| Lokomotiva                 | Croacia    | 2007 - 2008 |
| NK Lučko Zagreb            | Croacia    | 2008 - 2009 |

### Selección nacional
| Selección | País                 | Año         |
| --------- | -------------------- | ----------- |
| Absoluta  | Bosnia y Herzegovina | 1997 - 2002 |

## Estadística de equipo nacional
| Selección de fútbol de Bosnia y Herzegovina | Selección de fútbol de Bosnia y Herzegovina | Selección de fútbol de Bosnia y Herzegovina |
| Año                                         | Part.                                       | Goles                                       |
| ------------------------------------------- | ------------------------------------------- | ------------------------------------------- |
| 1997                                        | 4                                           | 1                                           |
| 1998                                        | 5                                           | 0                                           |
| 1999                                        | 6                                           | 0                                           |
| 2000                                        | 3                                           | 0                                           |
| 2001                                        | 4                                           | 0                                           |
| 2002                                        | 2                                           | 0                                           |
| Total                                       | 24                                          | 1                                           |